# Ernest Cieślewski

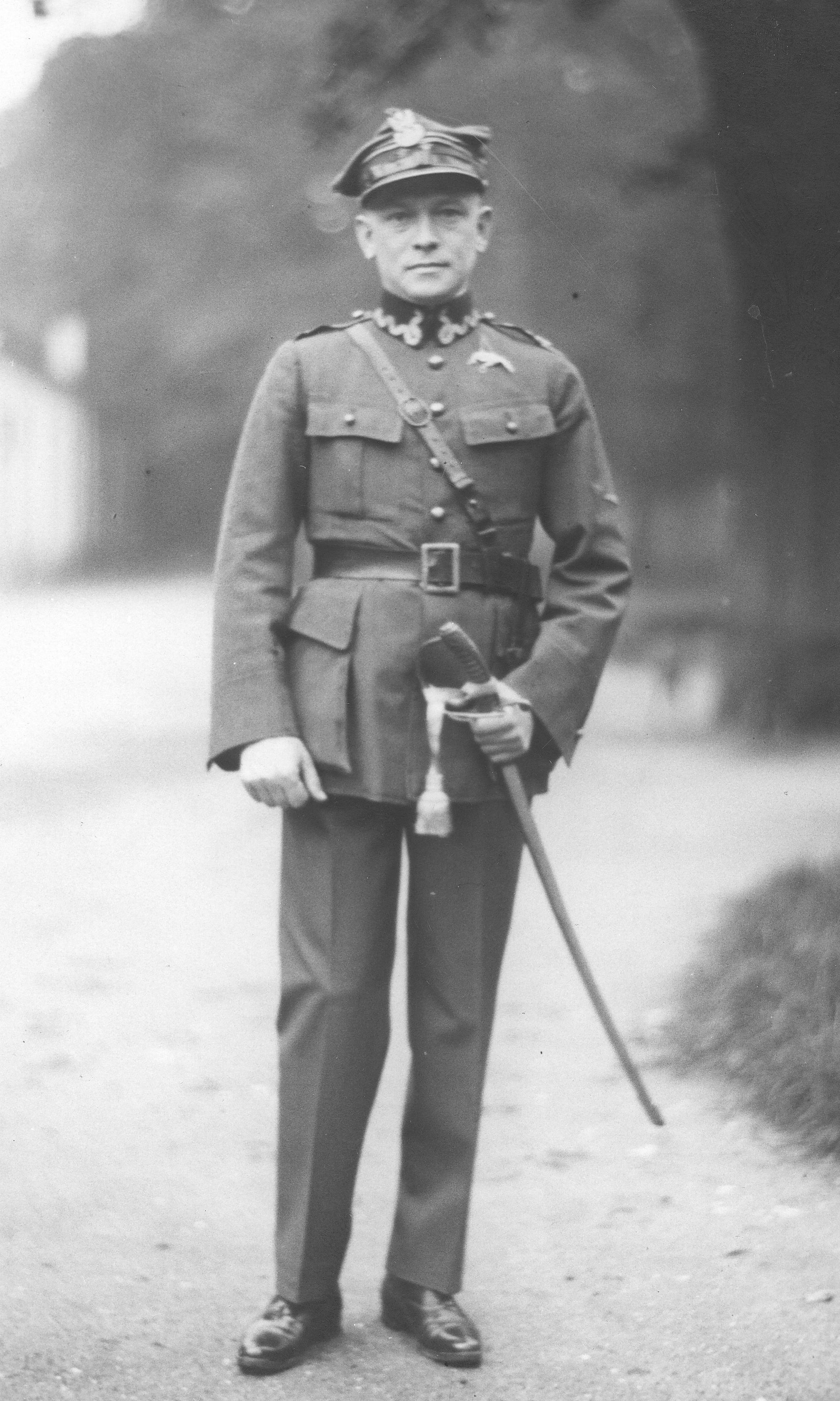
Ernest Cieślewski

Ernest Jan Cieślewski vel Ernest Jan Zimmermann (ur. 29 sierpnia 1886 w Ostrowie, zm. 1 listopada 1942 w Auschwitz) – podpułkownik inżynier pilot Wojska Polskiego.

## Życiorys
Urodził się 29 sierpnia 1886 w Ostrowie, w ówczesnym powiecie sokalskim Królestwa Galicji i Lodomerii, w rodzinie Antoniego Floriana Zimmermanna, c. k. urzędnika pocztowego.
Po ukończeniu gimnazjum, studiował na Politechnice Lwowskiej, a następnie na Technicznej Akademii Wojskowej w Mödling. W 1907 roku rozpoczął służbę w cesarskiej i królewskiej armii. Został mianowany podporucznikiem artylerii ze starszeństwem z 1 września 1907 roku i przydzielony do 10 pułku haubic polowych. W latach 1912–1914 podjął studia inżynierskie na Politechnice Wiedeńskiej. Po wybuchu I wojny światowej został adiutantem w 10 pułku artylerii górskiej, następnie był dowódcą baterii artylerii. Od czerwca 1915 do maja 1916 dowodził 1. baterią 13 pułku artylerii górskiej. Na stopień kapitana został mianowany ze starszeństwem z 1 września 1915 roku. Od lutego do października 1917 był dowódcą eskadry lotniczej przydzielonej 6 Armii. Jego oddziałem macierzystym był 10 pułk artylerii górskiej. Za swoją służbę był wielokrotnie odznaczany.
Z dniem 1 listopada 1918 został przyjęty do Wojska Polskiego z byłej armii austro-węgierskiej, z zatwierdzeniem posiadanego stopnia kapitana i przydzielony do Dowództwa Okręgu Generalnego Kraków. 20 listopada 1918 został przydzielony do Polskiej Komendy Wojskowej w Krakowie. Wziął udział w formowaniu lotnictwa wojskowego. W lipcu 1919 na lotnisku Kraków-Rakowice otrzymał tytuł i odznakę pilota, a od sierpnia był szefem uzupełnień w Inspektoracie Wojsk Lotniczych w Warszawie. 16 lutego 1920 został dowódcą Szkół Lotniczych. 29 marca został przeniesiony na stanowisko kierownika Wydziału Organizacyjnego Departamentu III Ministerstwa Spraw Wojskowych. 11 czerwca 1920 został zatwierdzony z dniem 1 kwietnia 1920 w stopniu podpułkownika, w wojskach lotniczych, w grupie oficerów z byłej armii austriacko-węgierskiej. 17 sierpnia 1920 roku został powołany na stanowisko kontrolera Wojsk Lotniczych. W lipcu został przeniesiony do dyspozycji Szefostwa Lotnictwa Naczelnego Dowództwa Wojska Polskiego, następnie, już jako oficer inspekcyjny przy Sztabie Generalnym formułował alarmujące raporty dotyczące stanu polskiego lotnictwa.
Po ukończeniu wojny polsko-bolszewickiej – w lipcu 1921 otrzymał misję sformowania 2 pułku lotniczego, którego został pierwszym dowódcą, pełnił obowiązki do maja 1923, kiedy nowym dowódcą mianowano podpułkownika Jerzego Borejszę. 3 maja 1922 został zweryfikowany w stopniu podpułkownika ze starszeństwem z dniem 1 czerwca 1919 i 1. lokatą w korpusie oficerów aeronautycznych . 24 marca 1923 mianowany zastępcą kierownika Centralnych Zakładów Lotniczych w Warszawie. 31 lipca 1923 roku został przeniesiony do Rezerwy Oficerów Sztabowych przy Dowództwie Okręgu Korpusu Nr V w Krakowie. Jego oddziałem macierzystym był w dalszym ciągu 2 pułk lotniczy. Z dniem 1 marca 1924 roku został przydzielony do dyspozycji dowódcy 2 pułku lotniczego, jako oficer nadetatowy, do czasu zakończenia postępowania superrewizyjnego. Z dniem 31 sierpnia 1924 roku został przeniesiony w stan spoczynku z powodu trwałej niezdolności do służby wojskowej stwierdzonej na podstawie przeprowadzonej superrewizji. Mieszkał wówczas w Krakowie przy ul. Wolskiej 20.
W 1925 wygrał, rozgrywane w Krakowie, II Narodowe Zawody Strzeleckie w kategorii broń krótka, wojskowa – 20 m.
W 1934 jako podpułkownik aeronautyki był przydzielony do Oficerskiej Kadry Okręgowej nr V jako oficer przewidziany do użycia w czasie wojny i pozostawał wówczas w ewidencji Powiatowej Komendy Uzupełnień Katowice.
17 czerwca 1942 został osadzony w obozie koncentracyjnym Auschwitz-Birkenau. Jego numer obozowy to 39566. Zmarł tamże 1 listopada 1942.

## Ordery i odznaczenia
- Krzyż Zasługi Wojskowej 3 klasy z dekoracją wojenną i mieczami dwukrotnie[8]
- Signum Laudis. Srebrny Medal Zasługi Wojskowej z mieczami na wstążce Krzyża Zasługi Wojskowej[8]
- Signum Laudis. Brązowy Medal Zasługi Wojskowej z mieczami na wstążce Krzyża Zasługi Wojskowej[8]
- Krzyż Wojskowy Karola[8]
- Krzyż Jubileuszowy Wojskowy[8]
- Krzyż Pamiątkowy Mobilizacji 1912–1913[8]
- Żelazny Półksiężyc – Imperium Osmańskie[7]
- Order Medżydów – Imperium Osmańskie[33]
- Odznaka Pilota[3]

## Upamiętnienie
W Krakowie, na terenie dzielnicy III Prądnik Czerwony ustanowiono ulicę Ernesta Cieślewskiego.
Jego nazwisko jest pierwszym na, wmurowanej w 1998 roku, tablicy 80 rocznicy powstania lotnictwa polskiego w Muzeum Lotnictwa Polskiego w Krakowie. W 2017 w mieście planowane było utworzenie deptaka ku czci lotników związanych z lotniskiem Kraków-Rakowice, na którym Cieślewski, Roman Florer i Janusz Meissner mieliby zostać upamiętnieni.